# Татомир
Татомир (мкд. Татомир) је насеље у Северној Македонији, у северном делу државе. Татомир је у оквиру општине Кратово.

## Географија
Татомир је смештен у северном делу Северне Македоније. Од најближег града, Куманова, село је удаљено 55 km источно.
Село Татомир се налази у историјској области Кратовско. Насеље је положено на северним падинама планине Манговица, на приближно 690 метара надморске висине.
Месна клима је умерено континентална.

## Прошлост
У селу је фебруара 1896. године пописано 20 српских кућа.

## Становништво
Татомир је према последњем попису из 2002. године имао 84 становника. Од тога огромну већину чине етнички Македонци.
Претежна вероисповест месног становништва је православље.